# Gabriel Ruiz Fonseca Costa
Gabriel Ruiz Fonseca Costa (São José dos Campos, 15 de julho de 1994), mais conhecido como Chabi, é um jogador brasileiro de rúgbi. Revelado nas categorias de base do Jacareí Rugby e bicampeão brasileiro com a equipe paulista na modalidade Sevens em 2018 e 2019.

## Jacarei Rugby
Chabi começou a jogar rúgbi pelo Jacareí Rugby e atualmente defende a equipe adulta. Em fevereiro de 2019, sagrou-se Campeão Brasileiro de Sevens com os jacarés. Em fevereiro de 2020, repetiu o feito com a equipe de Jacareí.

## Títulos
Jacareí Rugby
- Paulista Série B: 2013
- Taça Tupi: 2014
- Campeonato Brasileiro 7's: 2018[1][2] e 2019